# Lypha harringtoni
Lypha harringtoni är en tvåvingeart som först beskrevs av Daniel William Coquillett 1902.  Lypha harringtoni ingår i släktet Lypha och familjen parasitflugor. Inga underarter finns listade i Catalogue of Life.